# Colebrook (New Hampshire)
Pour les articles homonymes, voir Colebrook.
La ville de Colebrook est située dans le comté de Coös, dans l’État du New Hampshire, aux États-Unis. Lors du recensement de 2010, sa population s’élevait à 2 301 habitants.

## Géographie
La ville est située près de la confluence du fleuve Connecticut et de la rivière Mohawk (New Hampshire), qui prend sa source près de Dixville Notch.